# اد سامپسون
اد سامپسون (انگلیسی: Ed Sampson; ۲۳ دسامبر ۱۹۲۱ – ۲۶ اوت ۱۹۷۴) بازیکن هاکی روی یخ اهل ایالات متحده آمریکا بود.